# (293) Brasilia
(293) Brasilia es un asteroide perteneciente al cinturón de asteroides descubierto el 20 de mayo de 1890 por Auguste Honoré Charlois desde el observatorio de Niza, Francia.
Está nombrado por Brasil, un país de Sudamérica.